# منصورآباد (رزن)
منصورآباد (رزن)، روستایی از توابع بخش سردرود شهرستان رزن در استان همدان ایران است.

## جمعیت
این روستا در دهستان سردرود علیا قرار دارد و براساس سرشماری مرکز آمار ایران در سال ۱۳۹۵، جمعیت آن ۱۹۷ نفر (۶۷خانوار) بوده‌است.